# Takanashi Yasuharu
Takanashi Yasuharu  (高梨 康治 Takanashi Yasuharu?), es un compositor japonés. Ha compuesto las bandas sonoras para varias series animes, entre los que se encuentran: Beyblade G Revolution, Jigoku Shoujo, Naruto Shippuden, Fairy Tail, Toward the Terra y recientemente la franquicia japonesa de Mahō shōjo, Pretty Cure del que es conocido por los fans de la franquicia como Cure Metal. También compuso los dos temas ("Pride" y "Victory") de PRIDE Fighting Championships.Al igual de su mas reciente composición para las películas de Pretty Guardian Sailor Moon Cosmos.

## Biografía
Tras graduarse de sus estudios de música en Tokio, Takanashi Yasuharu formó parte de la JDK Band como teclista. Junto al líder de ésta, Tomohiko Kishimoto, que se encargaba de la composición, el sintetizador y las letras, el batería Tamamura Fuyuki y los guitarristas Matsukawa Junichiro, Kusakabe Masanori, Komagata Hiroyuki y Shirota Kazuhide. Como 4 guitarristas no es algo muy común en cualquier banda de Heavy metal como era la JDK Band es posible que hubieran formado parte de la banda sucesivamente. Junto al resto de la banda, y como cantantes aparte de Tomohiko Kishimoto, también se encontraban Saikawa Rumi, Yamashita Yayoi y Nagaori Yuka; estas dos últimas también se ocupaban de la lírica.  La JDK Band tuvo su máxima actividad entre los años 1991 y 1996, a partir del cual parece ser que dejó de existir.
Esa influencia del Heavy Metal aún se nota en algunos de los temas de su música en las bandas sonoras de Jigoku Shoujo, Jigoku Shoujo Futakomori y también de la de Terra he.
Takanashi ha sido el compositor musical para la totalidad de la franquicia Pretty Cure desde el año 2009, comenzando con la serie Fresh Pretty Cure.

## Discografía
- Baseball · Dreammin (1998)
- BLACK KNIGHT BAT (1998)
- TOEI V ANIME BAD BOYS '98 (1998)
- Majokko Sentai Pastelion (1998)
- Far East Groove (1998)
- AIKa Special Mission 3: Mary Gene (1998)
- The Summer Cloth Girl (1999)
- Sleepless in the Rain (2000)
- Pride FC Championship  (2000)
- Professional wrestler Daijiro Matsui (2000)
- Harukanaru Toki no Naka de: Hachiyou Misato Ibun ~Miyabi no Hibiki~ (2001)
- Geonic Front Mobile Suit Gundam 0079 (2001)
- Miyamoto Musashi (2002)
- Z/ETA Drama CD (2002)
- Martial art Dynamite! Chanpionship (2002)
- Maximum Chase (2002)
- Mobile Suit Gundam Gillen's Ambition Zion  (2002)
- New Fist of The North Star MUSIC FILES I (2003)
- Beyblade G-Revolution (2003)
- Dinosaur Hunting ~ Lost Earth (2003)
- Mobile Suit Gundam Touring Universe (2003)
- Super Robot Taisen Scramble Commander (2003)
- World Judo Championships  (2003)
- Super star God Grandseizer (2003)
- Tokyo Wankei (2004)
- Soreike! Zukkoke -man (2004)
- Gensou God Justy Riser (2004)
- Pro Wrestler Naoya Ogawa (2004)
- Gantz (2004)
- La Fille des enfers (Jigoku Shōjo) (2005)
- Genji: Dawn of the Samurai (2005)
- Idaten Jump (2005)
- Beat Down: Fists of Vengeance (2005)
- Ayakashi: Japanese Classic Horror (2006)
- Rascal in warm forest (2006)
- Yamato Nadeshiko Seven Change (2006)
- Naruto Shippuden (2007)
- Tori no Uta : Bird's Song (2007)
- Bushiroad Tournament (2007)
- My Bride is a Mermaid (2007)
- Mononoke (2007)
- Toward the Terra (2007)
- Ikki Tousen : Dragon Destiny (2007)
- Yamadera Digi World SP Pachislot Sengoku Musou (2007)
- Kawaii! JeNny (2007)
- Sabake (2007)
- Naruto Shippuden : Un funeste présage (2007)
- Naruto Shippuden : Les Liens (2008)
- Gegege no kitaro: The Millenium Curse (2008)

Our Home's Fox Deity (2008)
- Ikki Tousen Great Guardians (2008)
- Dream Fighting Championship (2008)
- Hyakko (2008)
- Nico Nico Douga 1st Movement Creation  (2008)
- Itazura Na Kiss (2008)
- Eiga Precure all Star DX (2008)
- Harukanaru Toki no Naka de ~Maihitoyo~ (2008)
- Neoromance Stage: Harukanaru Toki no Naka de ~Oborososhi~ (2008)
- Fresh Pretty Cure! (2009-2010)
- Mikarun X (2009)
- Hyakko OVA (2009)
- Konnichiwa Anne: Before Green Gables (2009)
- Fairy Tail (2009)
- Naruto Shippuden : La Flamme de la volonté (2009)
- Eiga Fresh Pretty Cure! Omocha no Kuni wa Himitsu ga Ippai!? (2009)
- Halo Legends (2010)
- HeartCatch PreCure! (2010-2011)
- Shiki (roman) (2010)
- Ikki Tousen : Xtrem Executor (2010)
- Naruto Shippuden: The Lost Tower (2010)
- HeartCatch PreCure! the Movie: Fashion Show in the Flower Capital... Really?! (2010)
- Beelzebub (2010)
- Suite PreCure (2011)
- Naruto Shippuden: Blood Prison (2011)
- Saotome Taichi New Year Special Performance - Dragon and Peony (2011)
- Fate/Prototype (2011)
- Carnival Fantasm (2011)
- Ikki Tousen: Shūgaku Tōshi Keppū-roku (2011)
- Eiga Precure All Stars NewStage Mirai no Tomodachi (2012)
- Naruto Shippuden: Road to Ninja (2012)
- Fairy Tail : La Pretresse du Phoenix (2012)
- Oda Nobuna no Yabou (2012)
- Mao Yu Masaru Brave Gaiden - One King, Two Ways (2012)
- Mao Yu Demon King Brave - Female Knight of the Flower (2012)
- Eiga Precure All Stars NewStage2 Kokoro no Tomodachi (2013)
- Smile PreCure! (2013)
- Fantasista Doll (2013)
- Fire Leon (2013)
- Mao Yu Demon King - Yuge Gaidai Dunes National Archery (2013)
- Mao Yu Demon Hero Human Declaration - Unnamed girl screams for the release of the soul (2013)
- The Severing Crime Edge (2013)
- Blazing Continent Bushiroad (2013)
- Log Horizon (2013)
- Gonna be the Twin-Tail!! (2013)
- Samurai Japan Baseball Federation  (2014)
- Pretty Cure All-Stars New Stage 3: Eien no Tomodachi (2014)
- J-Stars Victory Vs (2014)
- Z/X : Ignition (2014)
- Show by Rock (2014)
- Naruto Shippuden the Movie - The Last (2014)
- Sailor Moon Crystal (2014)
- Francesca : Girl be Ambitious (2014)
- Boruto Movie (2015)
- Ikki Tousen: Extravaganza Epoch (2015)
- The Testament of New Devil (2015)
- Suprise : Movie (2015)
- Super Lovers (2016)
- Celestial Arculs (2016)
- Kaiju Girls (2016)
- All Out!! (2016)
- Tiger Mask W  (2017)
- ēlDLIVE (2017)
- Boruto: Naruto Next Generations (2017)
- Tsugumomo (2017)
- Fairy Tail : Dragon Cry (2017)
- Killing Bites (2017)
- Fukigen na Monokean (2017)
- Geegee no Kitaro  (2017)
- Calligula (2018)
- Decisive battle! Heiankyo (2018)
- Ikki Tousen : Western Wolves (2018)
- Gunjou no Magmel (2018)
- Zombi-Land Saga  (2018)
- Ultraman R/B (2018)
- Bakugan : Battle Planet (2019)
- Kengan Ashura (2019)
- Shūmatsu no Valkyrie (2021)

### Colaboraciones
- Takanashi Yasuharu suele colaborar con otros dos compositores: Hiromi Mizutani y Kenji Fujisawa.
- Ha colaborado con el compositor Tsunku en la banda sonora del anime Hyakko.

## Detalles
- Claras influencias de otros estilos de música en su obra. Piezas aisladas de su repertorio se acercan más a la estética Hard rock o incluso Heavy metal.